# Unix System Laboratories
Unix System Laboratories (USL), soms geschreven als UNIX System Laboratories, was een Amerikaans softwarebedrijf gevestigd in Summit (New Jersey). USL werd opgericht in 1989 als dochteronderneming van AT&T en was verantwoordelijk voor de ontwikkeling en het onderhoud van UNIX System V Release 4. Via Univel, een partnerschap met Novell, was het ook betrokken bij de ontwikkeling en productie van het UnixWare-besturingssysteem voor Intel-systemen. Daarnaast ontwikkelde het Tuxedo en was het verantwoordelijk voor bepaalde producten gerelateerd aan de C++-programmeertaal. USL werd in 1993 verkocht aan Novell.

## Geschiedenis
AT&T kondigde in januari 1989 de oprichting aan van de UNIX Software Operation (USO), een aparte AT&T-afdeling die verantwoordelijk was voor de ontwikkeling, marketing en licenties van UNIX System V-software. Dit werd gedaan met de bedoeling om de op Unix gebaseerde activiteiten van AT&T te scheiden van zijn hardware-activiteiten. UNIX System Laboratories werd in november 1989 opgericht als een aparte dochteronderneming van AT&T en kreeg alle AT&T Unix- en USO-activa toegewezen. Deze organisatorische veranderingen vonden plaats in de context van de open systeembeweging en de Unixoorlogen tussen de Open Software Foundation (OSF) en Unix International (UI), waarbij het UI-kamp verklaarde dat AT&T op deze manier zijn belofte was nagekomen om het UNIX System V-ontwikkelingsproces open te stellen voor de hele industrie.
Om de controle van AT&T over Unix te verminderen werd in april 1991 ongeveer 22 procent van USL verkocht aan elf externe computerleveranciers: Amdahl, Motorola, Novell, Sun, ICL, Olivetti, Fujitsu, NEC, OKI Electric, Toshiba en het Institute for Information Industry.
In december 1991 richtte USL samen met Novell de joint venture Univel op met als doel de "Destiny"-desktop te ontwikkelen, een poging om Unix als desktopomgeving naar de pc-markt te brengen. Alle middelen voor verkoop, marketing en distributie werden naar deze nieuwe entiteit overgebracht.  Destiny werd in oktober 1992 uitgebracht als UnixWare 1.0. De verkoopsresultaten bleven echter sterk onder de verwachtingen, deels omdat Windows al een sterke positie had op de pc-markt, deels door een gebrek aan applicaties die onder UnixWare draaiden.

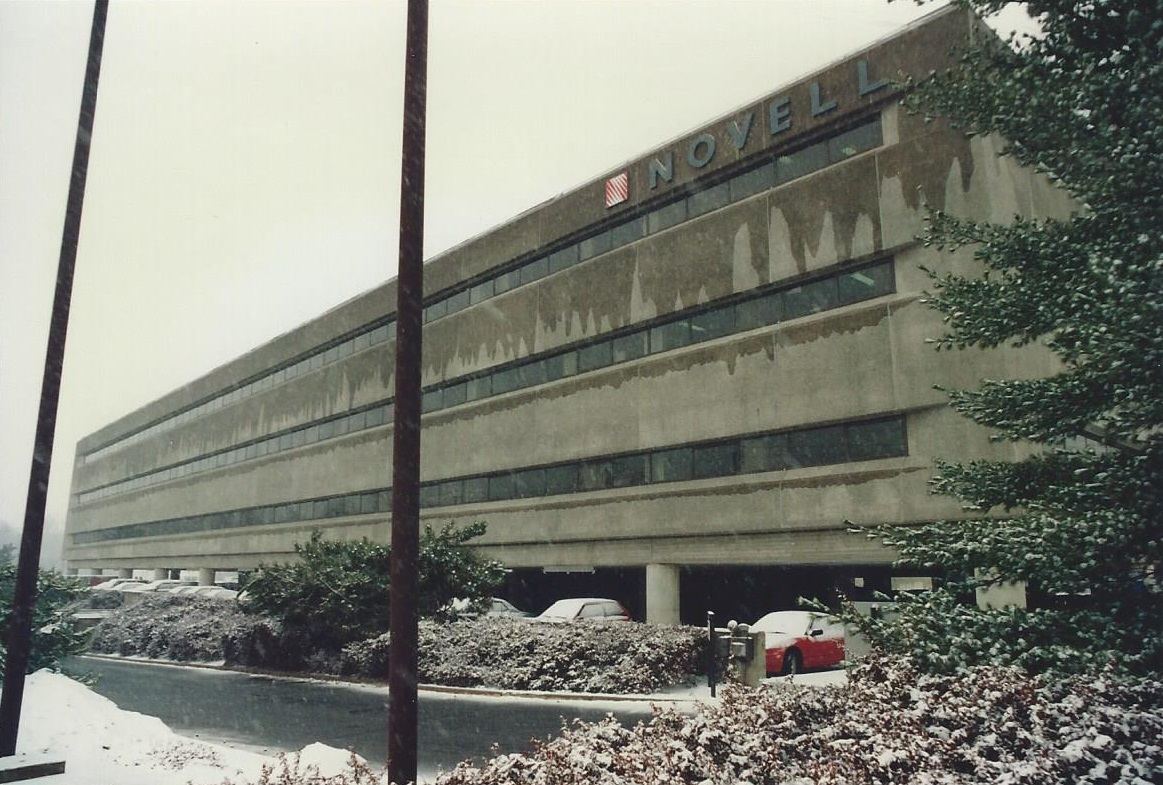
Het kantoorgebouw in Summit ten tijde van de Novell Unix Systems Group

In december 1992 werd aangekondigd dat Novell USL en al zijn Unix-activa zou overnemen, inclusief alle auteursrechten, handelsmerken en licentiecontracten. De maatregel werd gezien als een gok van Novell om de strijd te kunnen aangaan met Microsoft Windows NT. de overname werd afgerond in juni 1993, waarop Novell de Unix Systems Group oprichtte die ook de Univel-activiteiten overnam. De overname van USL pakte nooit echt goed uit voor Novell en in 1995 verkocht Novell Unix aan de Santa Cruz Operation.

## Producten

### Unix-gerelateerd
De UNIX System V Software-afdeling van USL was verantwoordelijk voor de ontwikkeling van de UNIX System V-basistechnologie en was nauw betrokken bij de creatie van UNIX System V Release 4 (SVR4), een gezamenlijk project met Sun Microsystems.  SVR4 werd in 1989 uitgebracht en bevatte technologie van UNIX System V, BSD en Xenix, in combinatie met nieuwe innovaties van AT&T en Sun.
Vervolgens bracht USL System V Release 4.1 ES (Enhanced Security) uit, een versie die voldeed aan de Trusted Computer System Evaluation Criteria op B2-niveau. Deze versie bevatte ook andere nuttige functies, zoals ondersteuning voor het dynamisch laden van kernelmodules.
In juni 1992 werd System V Release 4.2 geïntroduceerd met extra ondersteuning voor bedrijfsnetwerken, zoals stuurprogramma's voor ethernet en token ring, en de mogelijkheid om op meer bescheiden computerconfiguraties te kunnen draaien.
De laatste USL-gebaseerde versie van System V was Release 4.2MP uit december 1993 met ondersteuning voor multiprocessing.
USL publiceerde ook de System V Interface Definition (SVID), een vroege Unix-standaard die aan de basis lag van de latere leveranciersonafhankelijke POSIX-standaard en de Single UNIX Specification.

### C++-gerelateerd
USL had een afdeling die zich specifiek bezighield met de C-compiler en de ontwikkeltools die gebruikt werden om Unix te bouwen. Bovendien was deze afdeling verantwoordelijk voor alle commerciële activiteiten die te maken hadden met C++, inclusief de Cfront-compiler van AT&T en C++ Standard Components, een zelf ontwikkelde C++-softwarebibliotheek. USL verwachtte dat C++ Standard Components een belangrijke bron van inkomsten zou worden, maar uiteindelijk werd de bibliotheek buiten AT&T nauwelijks gebruikt.

### Andere systeemsoftware
De Open Solutions Software-afdeling van USL was verantwoordelijk voor andere systeemsoftware die op de een of andere manier samenwerkte met Unix.
De Tuxedo middleware voor transactieverwerking werd in 1989 door USL voor het eerst aangeboden als een commercieel product. Het was oorspronkelijk het Loop Maintenance Operations System (LMOS), gevolgd door het Unix Transaction System (UNITS) dat gebruikt werd voor interne projecten binnen AT&T.
USL ontwikkelde en verkocht ook het OSI Communications Platform, dat een implementatie was van de OSI-protocollen voor Unix-gebaseerde netwerken.